# Маланьин, Игорь Валентинович
Игорь Валентинович Маланьин (род. 3 июня 1969, Краснодар) — российский ученый-стоматолог, академик РАЕ, доктор медицинских наук, профессор кафедры стоматологии Кубанского медицинского института, действительный член Европейской академии EANH, заслуженный деятель науки и образования. Имеет консультативный статус при Экономическом и социальном совете ООН, консультативный статус в Совете Европы, статус наблюдателя в межпарламентской ассамблее СНГ. Является основателем и руководителем Кубанской научной школы стоматологии, а также основателем и руководителем научно-исследовательской лаборатории Кубанского медицинского института.

## Биография
Отец Игоря Валентиновича был физиком-ядерщиком, мать - биохимиком, преподавателем медицинского университета, бабушка – заслуженным врачом педиатром РСФСР, дедушка – заслуженным агрономом РСФСР.
Перед поступлением в медицинский институт Игорь Маланьин служил в армии (1986 – 1988г.). Служба проходила в штабе Варшавского договора. Там он видел, как лечат руководство страны. После армии осознанно поступил в Кубанский медицинский институт на стоматологический факультет.
С 1994 года после окончания института совмещал преподавательскую и научную деятельность с частной практикой.  А также продолжал образование. Обучался по разделу терапевтической стоматологии у специалистов American Dental Academy, Jerusalem University, университета Сиены (Италия); ортопедической стоматологии на немецких фирмах «Vita» и «Bego»; хирургической стоматологии обучался в Chicago Center for Advanced Dentistry, и в Израиле в Тель-Авивском университете, а так же в ADASA Jerusalem University в Иерусалиме.
В 2000 году защитил кандидатскую диссертацию. В 2005 защитил докторскую диссертацию.
В 2006 году Игорь Валентинович Маланьин становится академиком РАЕ.
С 2004 года является руководителем собственной авторской стоматологической клиники в г. Краснодаре.

## Вклад в науку и образование
Маланьин Игорь Валентинович является автором более 250 научных трудов, 25 изобретений, 3 полезных моделей, 5 рационализаторских предложений. Автор многочисленных монографий, методических разработок, учебных пособий, учебников, посвящённых проблемам стоматологии. Автор двух научных открытий по терапевтической стоматологии. Автор программы по снижению заболеваний пародонта, широко используемой в практической стоматологии и внедрённой на Федеральном уровне.
Под руководством Игоря Валентиновича Маланьина защищены многочисленные диссертации по проблемам эндодонтии, пародонтологии и восстановлению зубов после эндодонтического лечения.
Под руководством профессора Маланьина проводятся совместные научные исследования Кубанского медицинского института и Иерусалимского университета.
Ежегодно под руководством Маланьина ученые и студенты публикуют более 100 научных трудов. Он награждён, как наставник лауреатов государственной поддержки талантливой молодежи по приоритетному национальному проекту «Образование», в номинации «Научно – техническое творчество и учебно-исследовательская деятельность».

## Изобретения и полезные модели[13]
1. Устройство для удержания торца световода лазера в области лица и полости рта. Патент на изобретение № 2161016 РФ. Приоритет от 30.11.99.- Опубл. 27.12.00. - БИ № 36.
2. Способ лечения пародонтита. Патент на изобретение № 2143258. Приоритет от 27.07.98.- Опубл. 27.12.99. - БИ № 36.  
3. Способ лечения пародонтита. Патент на изобретение № 2160134. Приоритет от 17.01.00.- Опубл. 10.12.00. - БИ № 34.
4. Способ лечения пародонтита. Патент на изобретение № 2189218. Приоритет от 04.06.01.- Опубл. 02.09.02. - БИ № 26.
5. Способ комплексного лечения пародонтита. Патент на изобретение № 2168977. Приоритет от 05.06.00.- Опубл. 20.06.01. - БИ № 17.
6. Устройство для вакуум-электрофореза дёсен. Патент на изобретение № 2185201. Приоритет от 28.08.00.- Опубл. 20.07.02. - БИ № 20.
7. Устройство для удаления зубных отложений. Патент на изобретение № 2187280. Приоритет от 14.08.00.- Опубл. 20.08.02. - БИ № 23.
8. Способ формирования доступа к зубодесневому соединению при снятии оттисков для несъёмных протезов. Патент на изобретение № 2207891. Приоритет от 01.10.01.- Опубл. 10.07.03. - БИ № 19.
9. Способ изготовления комбинированной коронки. Патент на изобретение № 2207824. Приоритет от 29.04.02.- Опубл. 10.07.03. - БИ № 19.
10. Способ лечения периодонтита. Патент на изобретение № 2216303. Приоритет от 04.03.02.- Опубл. 20.11.03. - БИ № 32.
11. Способ посттравматической аутореплантации зубов. Патент на изобретение № 2217096. Приоритет от 02.07.02.- Опубл. 27.11.03. - БИ № 33.
12. Устройство для пломбирования комбинированных кариозных дефектов. Патент на изобретение № 2223065. Приоритет от 09.09.02.- Опубл. 10.02.04. - БИ № 4.
13. Устройство для введения препаратов в канал зуба и/или ткани пародонта. Патент на изобретение № 2245115. Приоритет от 18.08.03.- Опубл. 27.01.05. - БИ № 3.
14. Способ определения аномалий зубоальвеолярного и/или имплантоальвеолярного соединения. Патент на изобретение № 2248753. Приоритет от 11.08.03.- Опубл. 27.03.05. - БИ № 9.
15. Комбинированный способ постановки временных пломб. Патент на изобретение № 2253398. Опубл. 10.06.05. - БИ № 16.
16. Способ пломбирования зубов. Патент на изобретение № 2254826. Приоритет от 19.01.05.- Опубл. 27.06.05. - БИ № 18.
17. Способ определения степени разрушения пародонта. Патент на изобретение № 2256404. Опубл. 20.07.05. - БИ № 20.
18. Устройство для удаления экссудата из зуба при лечении периодонтита. Патент на изобретение № 2254827. Приоритет от 04.02.04. - Опубл. 27.06.05. - БИ № 18.
19. Анкерный штифт для восстановления зуба после эндодонтического лечения. Патент на изобретение № 2262908.
20. Анкерный штифт для восстановления зуба после эндодонтического лечения. Патент на изобретение № 226909.
21. Способ комплексного лечения периодонтита. Патент на изобретение № 2270018.
22. Культевая вкладка для восстановления трехканального зуба. Патент на полезную модель № 50812.
23. Модель для оценки эффективности дентальных реставраций в эксперименте. Патент на изобретение № 2279863.
24. Способ пломбирования системы корневого канала зуба. Патент на изобретение № 2280420. Приоритет от 03.11.04.- Опубл. 27.07.06. - БИ № 21.
25. Коронка для восстановления многоканального зуба с непараллельными каналами. Патент на изобретение № 2280419. Приоритет от 26.11.04.- Опубл. 27.07.06. - БИ № 21.
26. Приспособление для введения медикаментов в ткани пародонта. Свидетельство на полезную модель № 10342. Приоритет от 11.09.98.- Опубл. 16.07.99.- Бюл. № 7.
27. Приспособление для введения медикаментов в ткани пародонта. Свидетельство на полезную модель № 16906. Приоритет от 28.08.00.- Опубл. 27.02.2001.